# 埃斯蒂瓦雷耶 (卢瓦尔省)
埃斯蒂瓦雷耶（法語：Estivareilles，法語發音：[ɛstivaʁɛj]）是法国卢瓦尔省的一个市镇，位于该省西南部，属于蒙布里松区。

## 地理
埃斯蒂瓦雷耶（45°25'1"N, 4°0'38"E）面积22.56 平方千米，位于法国奥弗涅-罗讷-阿尔卑斯大区卢瓦尔省，该省份为法国中南部省份，北起顺时针与索恩-卢瓦尔省、罗讷省、伊泽尔省、阿尔代什省、上盧瓦爾省、多姆山省和阿列省接壤。
与埃斯蒂瓦雷耶接壤的市镇（或旧市镇、城区）包括：福雷地区于松、萨扬、阿皮纳克、拉费埃地区拉沙佩勒、吕列克、马罗勒、梅尔勒-莱涅克、蒙塔尔谢、圣尼济耶德福尔纳。

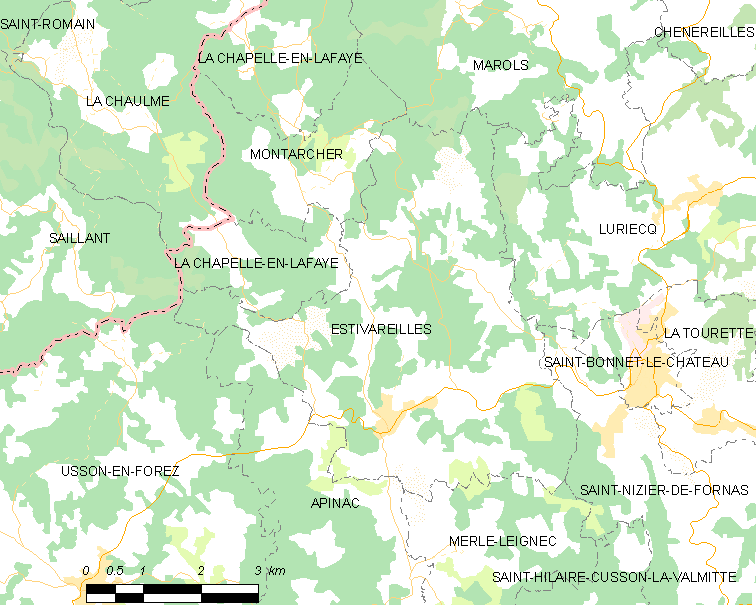
的OSM定位图

埃斯蒂瓦雷耶的时区为UTC+01:00、UTC+02:00（夏令时）。

## 行政
埃斯蒂瓦雷耶的邮政编码为42380，INSEE市镇编码为42091。

## 政治
埃斯蒂瓦雷耶所属的省级选区为圣瑞斯特-圣朗贝尔县。

## 人口

1962-2008年间人口变化图示

埃斯蒂瓦雷耶于2022年1月1日时的人口数量为709人。